# Mohammad Sjah Kadjar

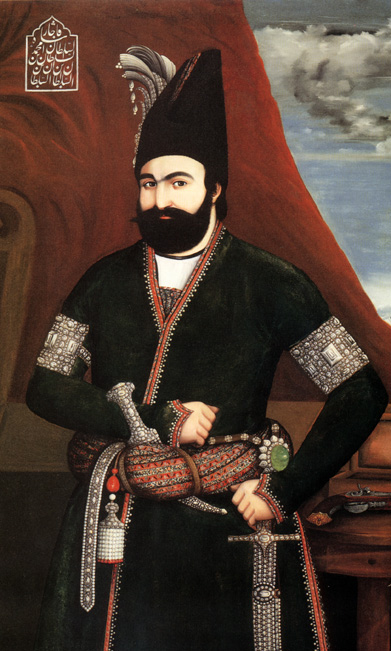
Mohammad Sjah

Mohammad Sjah Kadjar (geboren als Mohammad Mirza, Perzisch: محمد شاه قاجار geboren: 5 januari 1808, overleden: 5 september 1848) was een sjah van Perzië van de Kadjarendynastie van 23 oktober 1834 tot zijn dood.